# 술술
술술(Chatter)은 한국에서 제작된 김한결 감독의 2010년 영화이다. 안재홍 등이 주연으로 출연하였다.

## 출연

### 주연
- 안재홍
- 정다원
- 배유람
- 최시온

## 제작진
- 촬영A: 지상빈